# چشمه مروارید
چشمه مروارید، چشمه‌ای در دهستان بیرگان از توابع استان چهارمحال و بختیاری است. این چشمه به همراهِ چشمه دیمه و چشمه کوهرنگ از مهم‌ترین سرچشمه‌های کارون و زاینده‌رود هستند. این چشمه پیش‌تر ۱۲۰۰ لیتر بر ثانیه آبدهی داشت که در سال‌های اخیر به علت حفاری‌های نادرست سد کوهرنگ ۳ برای انحراف آب به اصفهان، به‌طور کامل خشک گردید.

## نام‌شناسی
زلالی و پاکی آبِ این چشمه و تلالوِ آن در کفِ سنگ‌های چشمه در نور خورشید موجب نام‌گذاری آن به مروارید شده است.

## تاریخچه
چشمه مروارید برای هزاران سال جاری بوده و آب آن به همراه آبِ برفِ کوهِ احمدلیوه، درّه مُروارید را به تدریج شکل داده است.

## سد کوهرنگ ۳
در پی خطای محاسباتی در ساخت سد کوهرنگ۳ و به دلیل قطعِ شاهرگِ چشمه در عملیات ساخت تونل انحراف آب به اصفهان، آب این چشمه کاملاً خشکید و نارضایتی‌های گسترده‌ای در مردم برانگیخت و نیز منجر به وارد کردن خسارت‌های بسیاری به کشاورزان و محیط زیست منطقه شد. در پی این ناآرامی‌ها، بخشی از آب رودخانه شهریاری به سرچشمهٔ این چشمه با لوله پمپاژ شد تا نبودِ آب آن تأمین و جبران خسارت شود.